# Polestar 2
El Polestar 2 es un vehículo eléctrico de batería producido por el fabricante sueco Polestar, subsidiaria de Volvo Cars. Su versión de doble motor eléctrico dispone de una batería de 78 kWh (281 MJ) y una autonomía de hasta 551 km (342 millas), cuya versión deportiva tiene una potencia de 350 kW (476 CV; 469 HP), con lo que es capaz de acelerar de 0 a 100 km/h (0 a 62 mph) en 4.4 segundos.

## Vista general

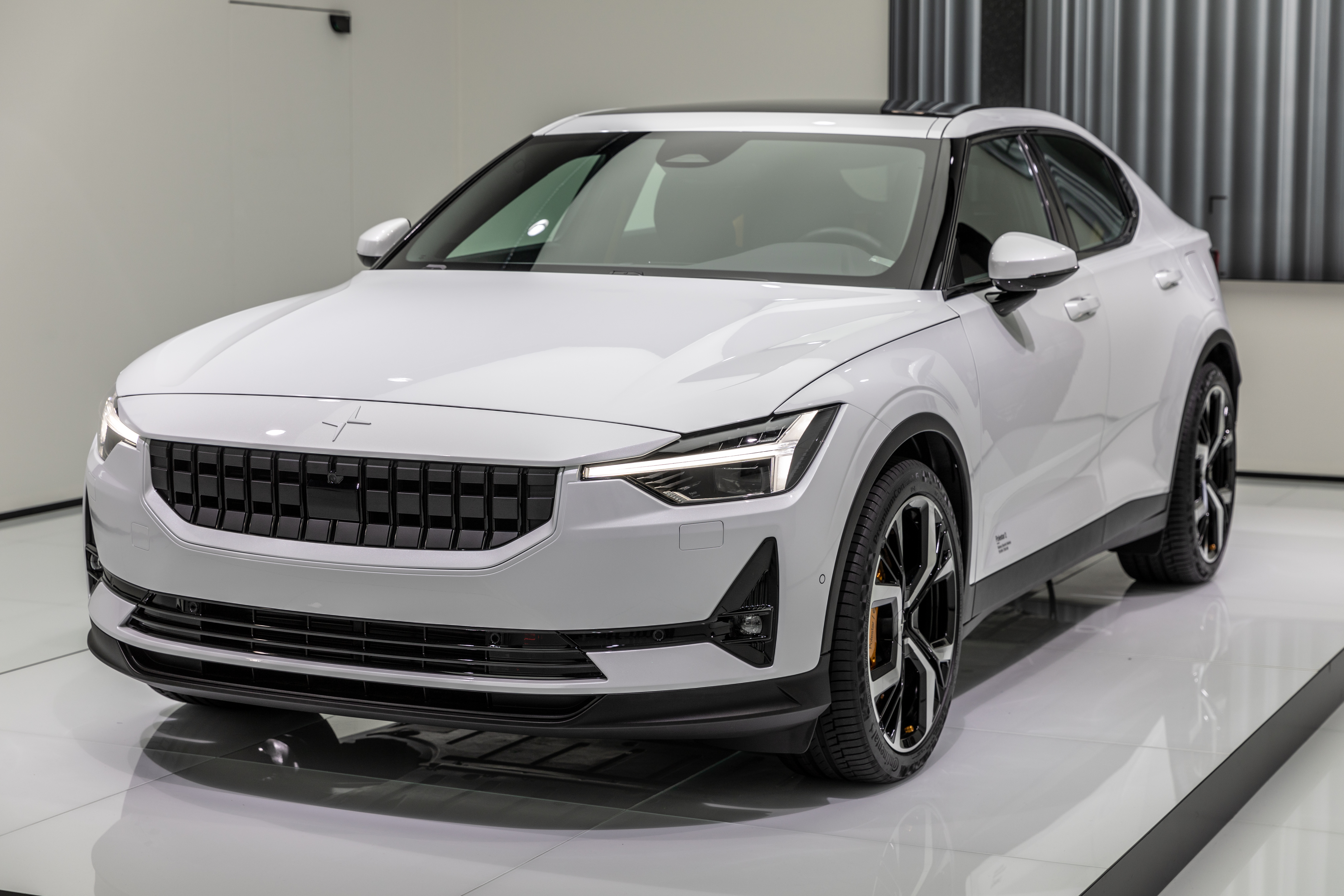
En el Salón del Automóvil de Ginebra de 2019 en Le Grand-Saconnex

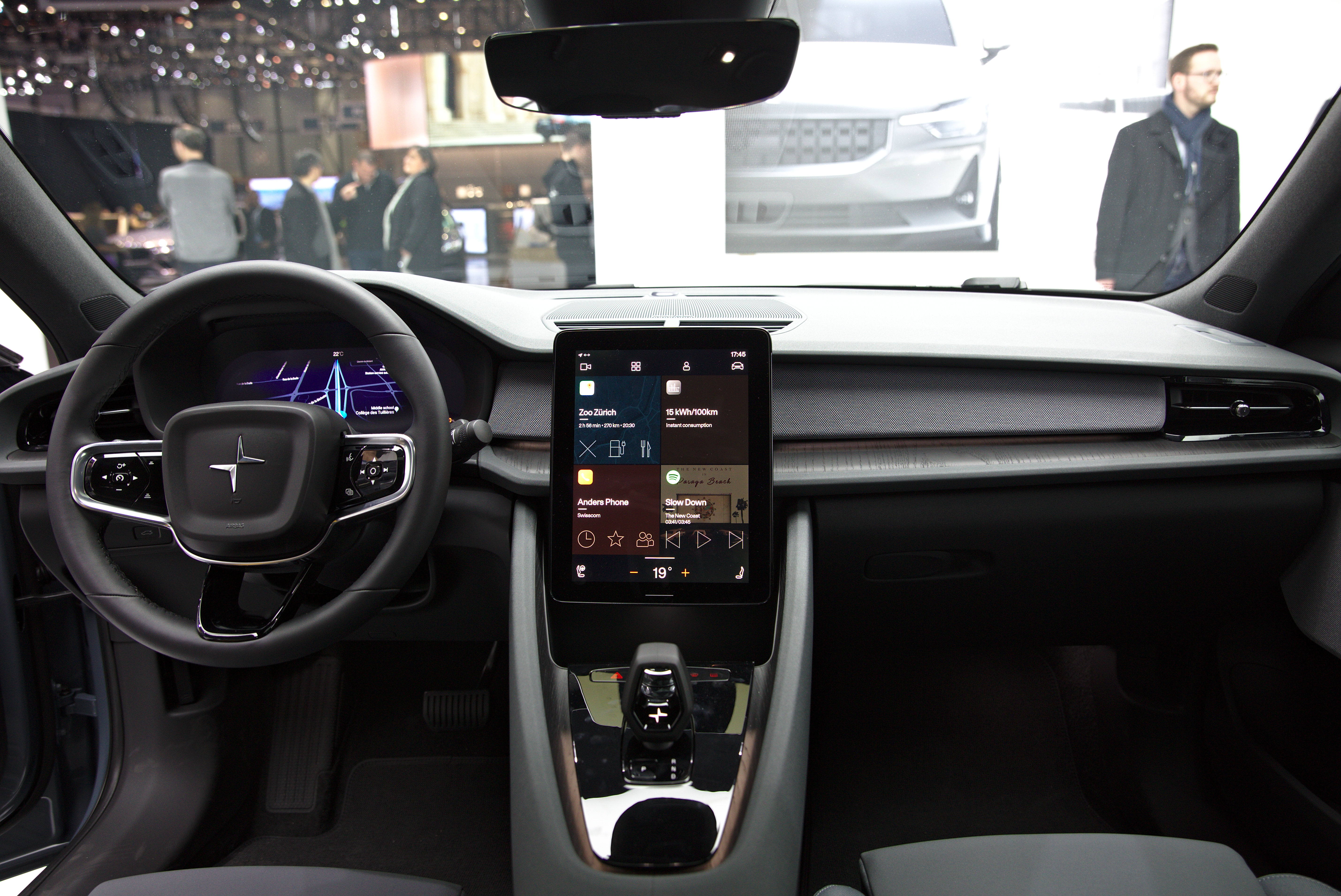
Interior

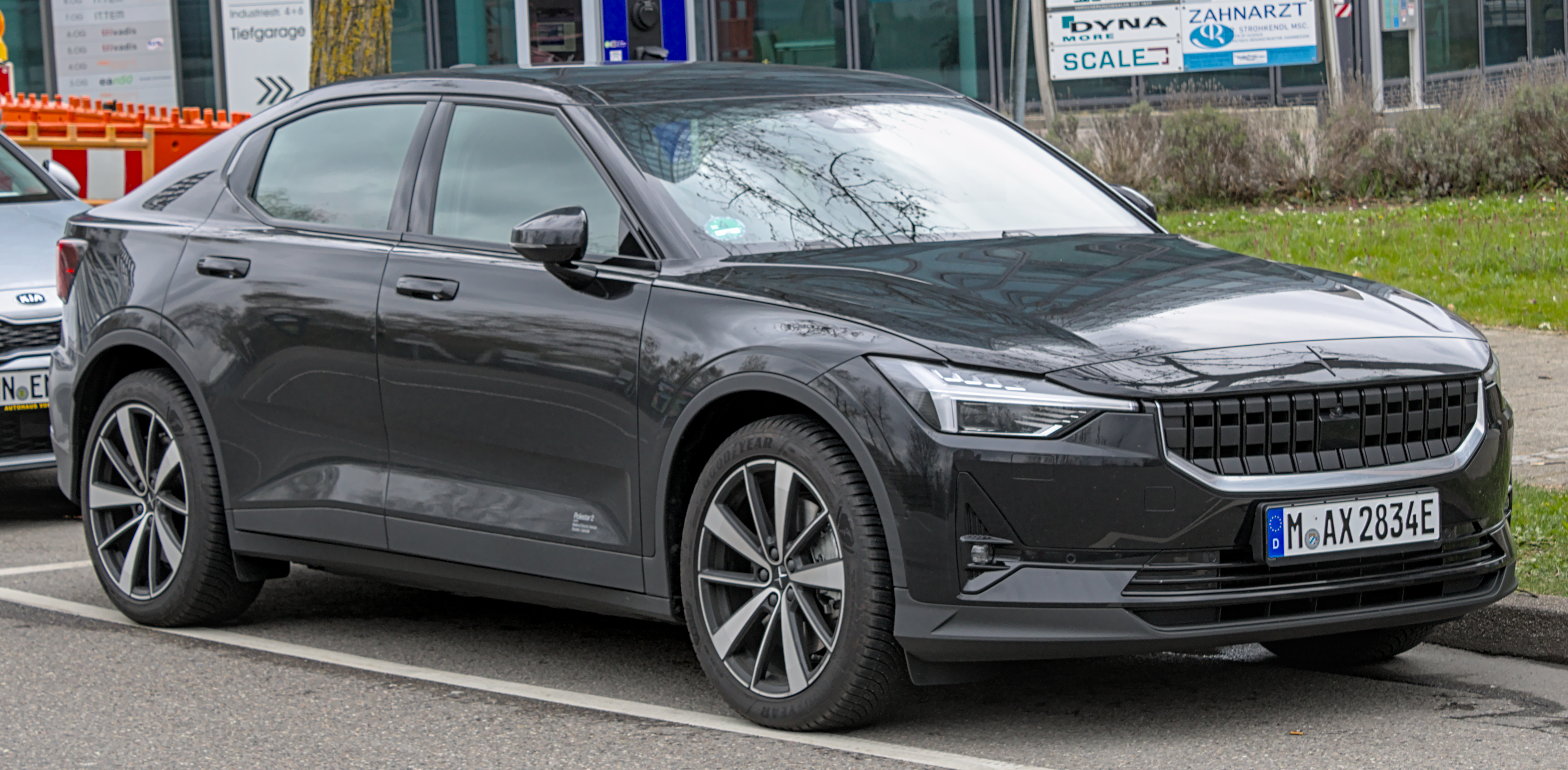
En Stuttgart-Vaihingen an der Enz en abril de 2021

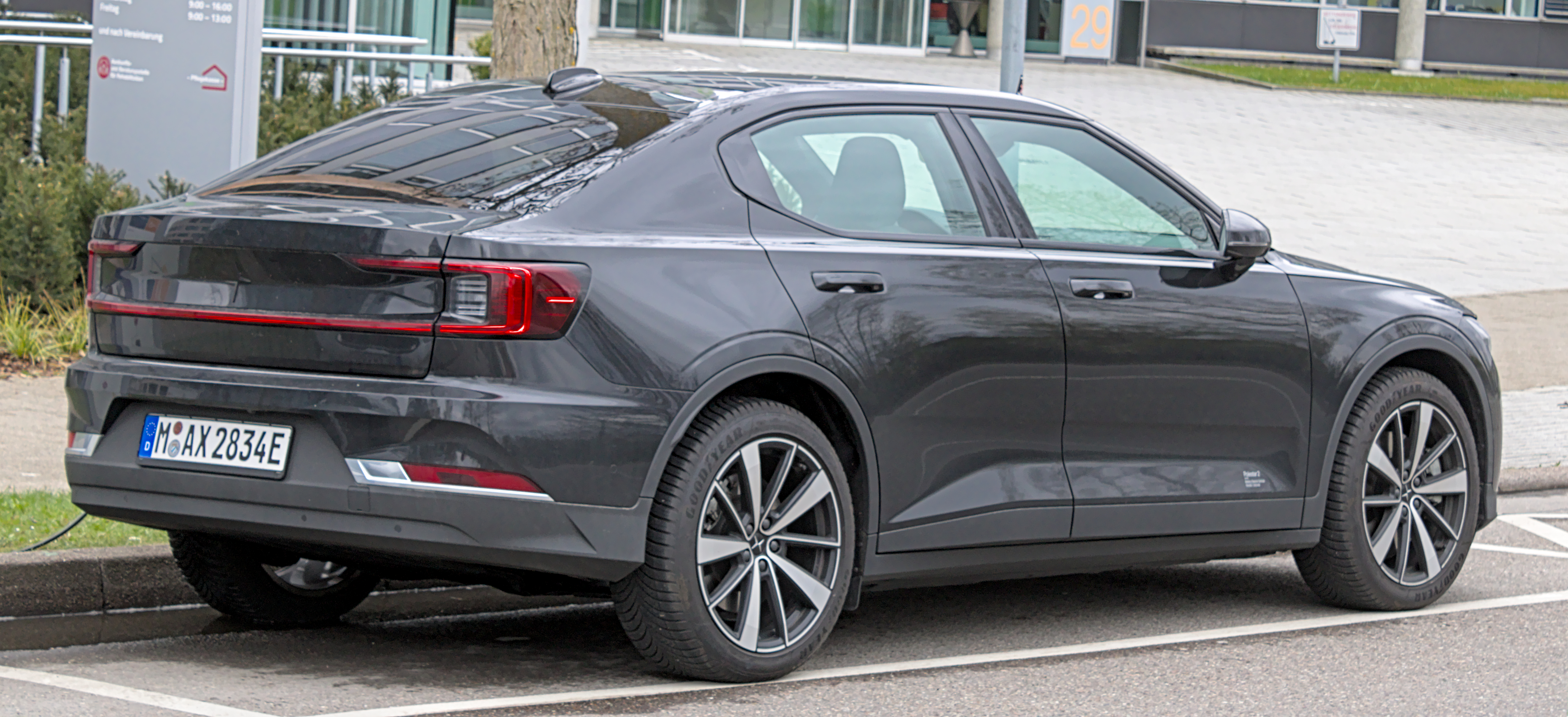
Vista lateral-trasera

Fue presentado en 2019 en Gotemburgo por el director ejecutivo de la marca, anteriormente jefe de diseño de Volvo, Thomas Ingenlath.
En la actualidad, hay más de 55 000 unidades vendidas en todo el mundo y el modelo ha recibido más de 100 premios internacionales por su diseño, sostenibilidad e innovación, incluyendo el “Car Design Award” por el lenguaje de diseño de la marca y los premios “Auto Nuevo del Año”, “Auto más Deseado”; y “Mejor Auto Eléctrico Premium de 2022” concedidos por el Auto Trader UK.[cita requerida]
Al principio solamente se vendía en Alemania, Bélgica, Países Bajos, Noruega, Reino Unido, Suecia, Suiza, Estados Unidos, Canadá y China. En 2021 comenzó la comercialización en Austria, Dinamarca, Finlandia, Islandia, Luxemburgo, Australia, Nueva Zelanda y Singapur; expandiéndose a España y otros mercados en 2022.
El modelo de producción fue presentado el 27 de febrero de 2019 en el Salón del Automóvil de Ginebra. Las primeras entregas comenzaron en Suecia en julio de 2020.[cita requerida]
Es un sedán del segmento D de 4,61 m (181,5 pulgadas) de largo. Está disponible con batería de 78 kWh (281 MJ) o 72 kWh (259 MJ) en China.[cita requerida]
Tiene dos motores eléctricos de imanes permanentes que le proporcionan tracción total. Desarrollan 300 kW (408 CV; 402 HP) de potencia con tracción en las cuatro ruedas y un par máximo de 660 N·m (487 lb·pie). Es capaz de acelerar de 0 a 100 km/h (0 a 62 mph) en 4.7 segundos. Tiene una autonomía de 470 km (292 millas) WLTP o 335 km (208 millas) según la homologación de la Agencia de Protección Ambiental de Estados Unidos (EPA).
Dispone de un cargador de 11 kW (15,0 CV), cuya carga rápida puede ser de hasta 150 kW (204 CV; 201 HP). La recarga completa dura entre 6 y 8 horas a 11 kW (15,0 CV). La carga rápida del 10% al 80% tarda 30 minutos.
Cuando el coche detecta el teléfono móvil del chofer se ajustan todas las preferencias.
Puede activarse la conducción con un pedal, de manera que cuando se levanta el pie del acelerador el coche se detiene totalmente.
Mediante la aplicación se puede calentar o refrescar el habitáculo antes de subir al coche.[cita requerida]
Los faros tienen 84 leds controlados individualmente que disminuyen su intensidad al aproximarse a otros vehículos para maximizar la luminosidad en todas condiciones. En la parte trasera tiene 288 leds controlados individualmente, que pueden saludar al chofer cuando se aproxima o aleja. También varía su intensidad de acuerdo a la luminosidad exterior.
Dispone de un sistema de sonido Harman Kardon.
Los retrovisores exteriores no tienen marco para conseguir la mayor superficie de espejo.
La tapicería y el volante es de cuero 100% vegano WeaveTech.
El sistema de entretenimiento opera con Android Automotive. Puede usar Asistente de Google. Se pueden añadir nuevas aplicaciones con Google Play Store. Tiene una pantalla de 11,15 pulgadas (28,3 cm) en disposición vertical en el centro de la consola. Otra pantalla de 12,3 pulgadas (31,2 cm) está frente al chofer. Dispone de control de crucero adaptativo y mantenimiento del carril.
De serie trae rines de 19 pulgadas (48,3 cm). Dispone carga inductiva de 15 W para un teléfono móvil con sistema Qi. Tiene dos conectores USB en la parte delantera y otros dos en la trasera.
Tiene techo de cristal panorámico.
No tiene botón de arranque. El teléfono funciona como llave.
La cajuela tiene apertura automática y una capacidad de 405 L (14,3 pies cúbicos). También dispone de otra pequeña cajuela delantera de 35 L (1,2 pies cúbicos).